# Tosa Inu
El tosa (土佐), formalmente Tosa inu (土佐犬), literalmente «perro de Tosa», es una raza de perro originaria de la antigua provincia de Tosa, actualmente la prefectura de Kōchi, en Japón. Moloso de aspecto imponente, es una de las razas favoritas por los amantes de los perros de gran tamaño en todo el mundo. La raza surge a mediados del siglo XIX, cuando se cruzan diversas razas europeas de gran tamaño (gran danés, mastín, san bernardo, bulldog, braco alemán) con el autóctono Shikoku inu para utilizarlos como perros de pelea, protección.
En Chile, Colombia, España, y otros países está considerada como una raza potencialmente peligrosa de perros por decreto. En España en particular, para su posesión es necesario obtener la Licencia para tenencia de perros potencialmente peligrosos y registrarlo en el Registro Municipal de animales potencialmente peligrosos correspondiente. Una de las cosas que se exige para obtener esta licencia es poseer un seguro de responsabilidad civil a terceros.

## Apariencia
El Tosa inu varía considerablemente de tamaño. Los ejemplares criados en Japón tienden a tener la mitad del tamaño de los ejemplares criados en el resto del mundo. Los ejemplares japoneses suelen pesar entre 35 y 55 kilos, mientras que los ejemplares extranjeros tienen un peso que oscila entre los 60 y los 100 kilos. 
El manto se caracteriza por ser corto y de suave apariencia y a menudo es rojo, atigrado o pardo claro. El mantenimiento de su pelaje es mínimo. Esta raza de perros es extremadamente inteligente, obediente y un poco agresiva. Suelen alcanzar una gran estatura. Esta raza fue empleada en Corea como base para crear al Dosa inu o mastín coreano.

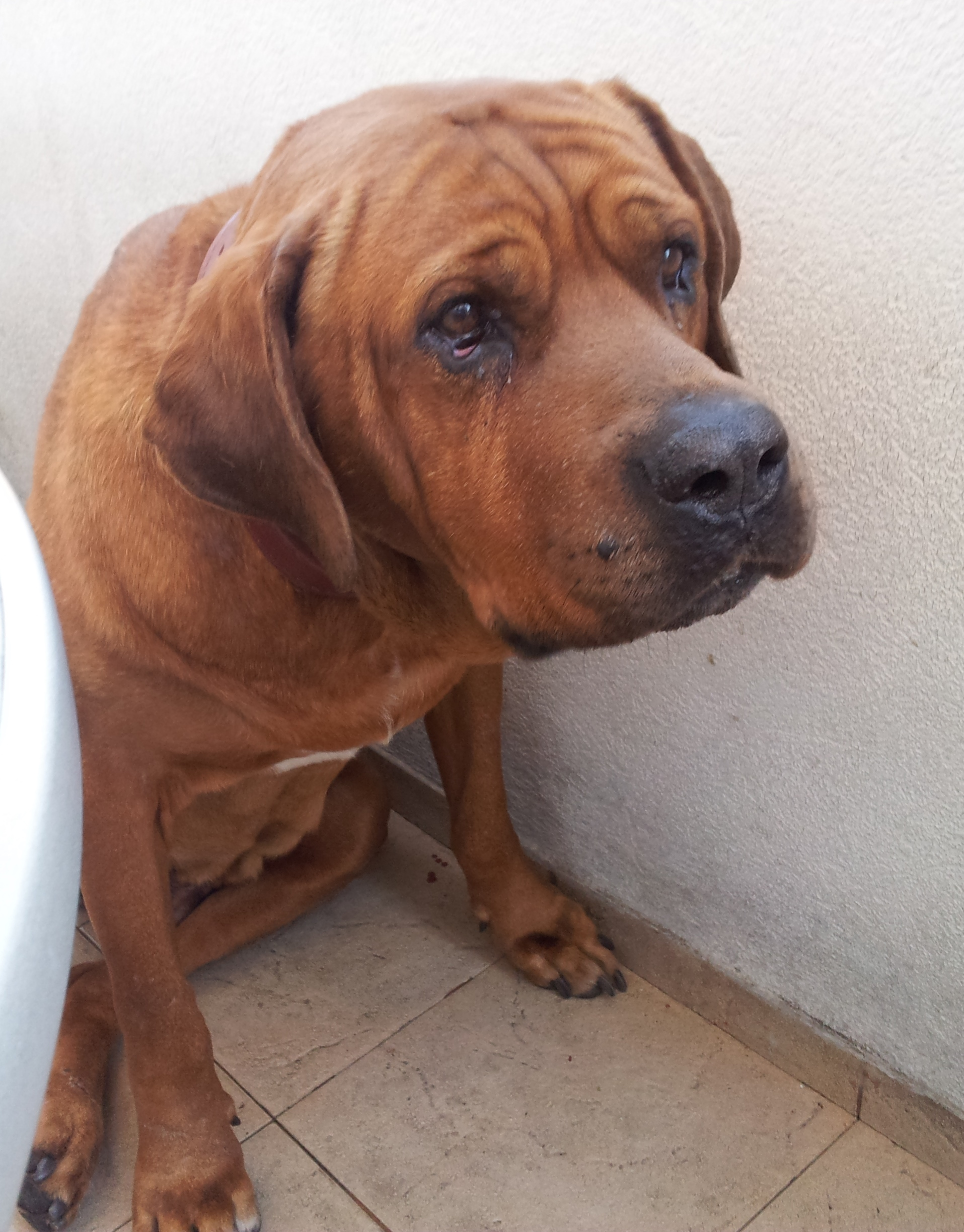
Tosa Inu